# Marcel Perrière
Marcel Perrière (né le 22 novembre 1890 à Genève et mort le 6 août 1966 à Unterseen) est un coureur cycliste suisse. Professionnel de 1910 à 1925, il a été  champion de Suisse sur route en 1911, 1915 et 1916. Il a participé aux Tours de France de 1914 et 1925 et ne les a pas terminés.

## Palmarès
- 1910
  - Tour du lac Léman
- 1911
  -  Champion de Suisse sur route
  - Tour du lac Léman
  - Berne-Genève
- 1912
  - Berne-Genève
  - 2e du Tour du lac Léman
- 1913
  - 2e du championnat de Suisse sur route
- 1914
  - 3e du championnat de Suisse sur route
- 1915
  -  Champion de Suisse sur route
- 1916
  -  Champion de Suisse sur route
  - 2e de Berne-Genève
- 1917
  - 2e du championnat de Suisse sur route
- 1918
  - 3e de Berne-Genève
- 1921
  - 3e du championnat de Suisse sur route
- 1923
  - 3e de Berne-Genève
- 1925
  - Tour du lac Léman
  - 3e du Championnat de Zurich

## Résultats sur le Tour de France
- 1914 : abandon (4e étape)
- 1925 : abandon (1re étape)